# Pančevo
Pančevo és una ciutat i el centre administratiu del districte del Banat del Sud a la província autònoma de Volvodina, Sèrbia. És el centre econòmic, cultural i administratiu del Banat Sud i un centre industrial important de la República de Sèrbia.
Està localitzada a la vora dels rius Tamiš i Danubi, a la vora de la plana de Panònia a la part sud de la regió del Banat. El 2022, a l'àrea administrativa de Pančevo, hi habitaven 115.454 persones . Pančevo és la tercera ciutat més gran de Volvodina i la setena més gran de Sèrbia per nombre de població.
Pančevo s'anomena per primera vegada l'any 1153 i va ser descrita com una important localitat mercantil. Va obtenir l'estatus de ciutat el 1873 després de la desaparició de la Frontera Militar existent a la regió. Durant molts anys va ser part del Regne d'Hongria i després de 1920 va passar a formar part del Regne dels Serbis, Croats i Eslovens, que va ser rebatejat el 1929 com Iugoslàvia. Des d'aleshores, només amb una interrupció, va formar part de diversos estats iugoslaus. Després de la dissolució de l'any 2003, forma part de Sèrbia.
Pančevo és una ciutat multiètnica. Els serbis han estat el grup ètnic dominant des del segle XVI i des de 2011 són el 80% de la població total de la ciutat.

## El nom
En serbi i macedoni, la ciutat es coneix com Pančevo (Панчево), en hongarès Pancsova, en eslovac Pánčevo, en romanès Panciova i en alemany Pantschowa. El topònim probablement deriva de l'eslau antic i significa: lloc del pantà.

## Geografia
La ciutat està situada en una plana, a 17 de Belgrad i 43 km al NW de Smederevo. L'altitud sobre el nivell del mar és de 77 metres. Els barris sud de la ciutat són a la riba del Danubi  i els barris occidentals a la riba del Tamiš. Les illes del riu Danubi, Forkontumac i Čakljanac són a la zona sud de l'àrea urbana.

## Clima
Pančevo té un clima subtropical humit (classificació climàtica de Köppen: Cfa).

## Ciutats i pobles del municipi
El municipi inclou, a més de Pančevo, les ciutats de Kačarevo i Starčevo, i les localitats: Banatski Brestovac; Banatsko Novo Selo; Glogonj; Dolovo; Ivanovo; Jabuka; Omoljica.
L'administració del municipi de Pančevo s'estructura en 9 comunitats locals (Mesna zajednica, singular; abreviatura MZ) de set pobles, dues ciutats i la ciutat de Pančevo, estructurada en vuit comunitats locals de vuit districtes de la ciutat amb diversos barris.

### Municipi (MZ) - Superfície (km2)
- Banatski Brestovac: 61,9
- Banatsko Novo Selo: 98,95
- Dolovo: 17,17
- Glogon: 42,77
- Ivanovo:  42,56
- Jabuka: 51,78
- Kačarevo:39,70
- Omoljica: 77,26
- Starčevo: 62,06
- Pančevo ciutat: 161,37

L'àrea administrativa és diferent de l'àrea històrica. De 1946 a 1959, el municipi històric (Srez) es va estructurar en 23 municipis o comunitats, incloses les actuals i els pobles i ciutats de Baranda, Borča, Crepaja, Debeljača, Idvor, Kovačica, Opovo, Ovča, Padina, Sakule, Sefkerin, Uzdin i Vojlovica. El districte de Vojlovica es va agregar a la ciutat el 1978.

## Demografia

### Població municipal
| any   | 1961   | 1971    | 1981    | 1991    | 2002    | 2011    | 2022    |
| ----- | ------ | ------- | ------- | ------- | ------- | ------- | ------- |
| total | 93.744 | 110.780 | 123.791 | 125.261 | 127.162 | 123.414 | 115.454 |

### Població a la ciutat[7]
| any   | 1890   | 1910   | 1931   | 1948   | 1961   | 1981   | 2002   | 2011   | 2022   | 2024   |
| ----- | ------ | ------ | ------ | ------ | ------ | ------ | ------ | ------ | ------ | ------ |
| total | 17.948 | 20.808 | 22.089 | 30.516 | 46.679 | 71.801 | 77.087 | 76.203 | 73.401 | 76.654 |

### Població per nacionalitat/ètnia (2011)
| total   | Serbis | Macedonis | Hongaresos | Romanesos | Romanís | Eslovacs | Croats | altres |
| ------- | ------ | --------- | ---------- | --------- | ------- | -------- | ------ | ------ |
| 123.414 | 97.499 | 4.558     | 3.422      | 3.173     | 2.118   | 1.411    | 880    | 10.353 |